# 赫盧霍維奇
49°45′56″N 24°14′37″E / 49.76556°N 24.24361°E
赫盧霍維奇（羅馬化：Hlukhovychi）是烏克蘭西部的村莊，隸屬利維夫州的利維夫區。該村面積0.82平方公里，海拔高度248米，2017年人口76，人口密度每平方公里125.61人。